# Hulkamania: Let The Battle Begin
Hulkamania: Let The Battle Begin è stato un tour di wrestling svoltosi in Australia tra il 21 novembre e il 28 novembre 2009, organizzato da Eric Bischoff e Hulk Hogan per celebrare il ritorno sul ring di quest'ultimo; tutte le tappe dell'evento sono state trasmesse sull'emittente One HD.

## Antefatto
Nel marzo del 2007 Hulk Hogan rivelò in un'intervista le sue intenzioni di organizzare un proprio tour itinerante sulla falsariga di quanto fatto dagli Harlem Globetrotters del basket negli anni precedenti.
Nel novembre del 2008 Hogan vendette i diritti del marchio Hulkamania all'amico Eric Bischoff, il quale li utilizzò per organizzare un tour in Australia da svolgersi durante l'anno successivo; nel settembre del 2009 Hogan e Bischoff tennero una conferenza stampa per confermare il tour nel mese di novembre.

## Descrizione

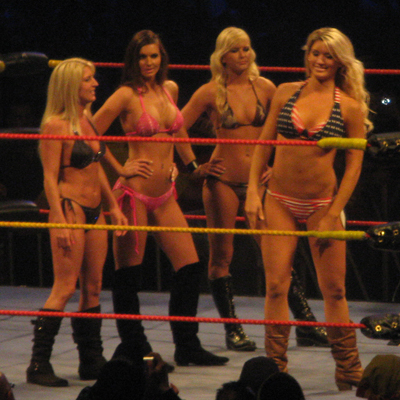
Il "Bikini Contest" dell'Hulkamania Tour

Il tour si svolse in quattro diverse tappe tra il 21 novembre e il 28 novembre 2009 in diverse località dell'Australia (Melbourne, Perth, Brisbane e Sydney).
Le personalità del wrestling che parteciparono al tour furono Billy Blade, Black Pearl, Brian Knobbs, Brutus Beefcake, Eugene, Gangrel, The Godfather, Grand Master Sexay, Hulk Hogan, Jerry Sags, Jimmy Hart, Jon Heidenreich, Kadin Anthony, Lacey Von Erich, Matt Cross, Mr. Kennedy, Orlando Jordan, Ric Flair, Rikishi, Rosey, Shannon Moore, Umaga e Val Venis.
Nella data del 21 novembre Lacey Von Erich vinse un bikini contest, che includeva anche Koa Marie Turner, Stephanie Pietz e Kiara Dillon. Inoltre interferì nel main event tra Hogan e Ric Flair, cercando di aiutare Flair. Nelle altre date del tour fu impiegata come manager di Flair.

## Risultati

### Melbourne
La prima tappa del tour si è svolta il 21 novembre 2009 alla Rod Laver Arena di Melbourne.
| # | Incontri                                                                         | Stipulazioni                |
| - | -------------------------------------------------------------------------------- | --------------------------- |
| 1 | Eugene e The Godfather hanno sconfitto The Love (Billy Blade e Kadin Anthony)    | Tag Team match              |
| 2 | Brutus Beefcake ha sconfitto Jon Heidenreich                                     | Single match                |
| 3 | Matt Cross ha sconfitto Shannon Moore                                            | Single match                |
| 4 | The Nasty Boys (Brian Knobbs e Jerry Sags) hanno sconfitto Black Pearl e Gangrel | Street Fight Tag Team match |
| 5 | Mr. Kennedy ha sconfitto Val Venis                                               | Single match                |
| 6 | Too Cool (Grand Master Sexay e Rikishi) hanno sconfitto Orlando Jordan e Umaga   | Tag Team match              |
| 7 | Hulk Hogan ha sconfitto Ric Flair                                                | Single match                |

### Perth
La seconda tappa del tour si è svolta il 24 novembre 2009 al Bruswood Dome di Perth.
| # | Incontri                                                                                                   | Stipulazioni              |
| - | --- | ------------------------- |
| 1 | Too Cool (Grand Master Sexay e Rikishi) hano sconfitto The Love (Billy Blade e Kadin Anthony)              | Tag Team match            |
| 2 | Shannon Moore ha sconfitto Matt Cross                                                                      | Single match              |
| 3 | Rosey ha sconfitto The Godfather e Val Venis                                                               | Triple Threat match       |
| 4 | Black Pearl, Gangrel e Jon Heidenreich hanno sconfitto Eugene e The Nasty Boys (Brian Knobbs e Jerry Sags) | 6-Men Tag Team match      |
| 5 | Orlando Jordan ha sconfitto Mr. Kennedy                                                                    | Single match              |
| 6 | Umaga ha sconfitto Brutus Beefcake                                                                         | Single match              |
| 7 | Hulk Hogan (con Jimmy Hart) ha sconfitto Ric Flair (con Lacey Von Erich)                                   | No-Disqualification match |

### Brisbane
La terza tappa del tour si è svolta il 26 novembre 2009 al Brisbane Centre di Brisbane.
| # | Incontri | Stipulazioni         |
| - | --- | -------------------- |
| 1 | The Godfather ha sconfitto Jon Heidenreich | Single match         |
| 2 | Matt Cross vs. Shannon Moore è terminato in no-contest | Single match         |
| 3 | Val Venis ha sconfitto Eugene | Single match         |
| 4 | Brutus Beefcake e Mr. Kennedy hanno sconfitto Orlando Jordan e Umaga                                                                                               | Tag Team match       |
| 5 | The Nasty Boys (Brian Knobbs e Jerry Sags) e Too Cool (Grand Master Sexay e Rikishi) hanno sconfitto Black Pearl, Gangrel e The Love (Billy Blade e Kadin Anthony) | 8-Men Tag Team match |
| 6 | Hulk Hogan (con Jimmy Hart) ha sconfitto Ric Flair (con Lacey Von Erich)                                                                                           | Single match         |

### Sydney
La quarta ed ultima tappa del tour si è svolta il 28 novembre 2009 all'Acer Arena di Sydney.
| # | Incontri | Stipulazioni   |
| - | --- | -------------- |
| 1 | Val Venis ha sconfitto The Godfather                                                                            | Single match   |
| 2 | The Love (Billy Blade e Kadin Anthony) vs. The Nasty Boys (Brian Knobbs e Jerry Sags) è terminato in no-contest | Tag Team match |
| 3 | Eugene ha sconfitto Jon Heidenreich                                                                             | Single match   |
| 4 | Grand Master Sexay e Rikishi hanno sconfitto Black Pearl e Gangrel                                              | Tag Team match |
| 5 | Orlando Jordan ha sconfitto Brutus Beefcake                                                                     | Single match   |
| 6 | Shannon Moore ha sconfitto Matt Cross                                                                           | Ladder match   |
| 7 | Mr. Kennedy ha sconfitto Umaga                                                                                  | Single match   |
| 8 | Hulk Hogan (con Jimmy Hart) ha sconfitto Ric Flair (con Lacey Von Erich)                                        | Single match   |